# Législature de Koror
11e législature de Koror
Capitole de l'État de Koror
La Législature de l'État de Koror (en paluan : Olbiil Era Llach er a Beluu er a Oreor ; en anglais : Koror State Legislature, abrégé KSG) est l'organe monocaméral exerçant le pouvoir législatif au sein de l'État paluan de Koror. 
Depuis 2017, la présidente de l’assemblée est Alan T. Marbou.

## Éligibilité
Pour être éligible, une personne doit :
- être un citoyen de Koror[3] ;
- être enregistré[3] ;
- avoir au moins 25 ans[3] ;
- avoir résidé pendant au moins deux ans avant les élections dans l’État de Koror[3].

Le mandat d'un député est de quatre ans.

## Composition
La Législature est composée de 17 membres, dont 12 sont élus par chacun des villages de Koror et 5 sont élus dans une circonscription couvrant l’État entier. Les douze villages traditionnels sont : Ngermid, Ngerchemai, Ngerkesoaol, Idid, Iyebukel, Meketii, Dngeronger, Ikelau, Ngerbeched, Medalaii, Meyuns et Ngerekebesang.

## Liste des présidents
| Législature     | Nom            |
| --------------- | -------------- |
| 9e législature  | Eyos Rudimch   |
| 10e législature | Eyos Rudimch   |
| 11e législature | Alan T. Marbou |

## Sources